# Artesia (New Mexico)
Artesia is een plaats (city) in de Amerikaanse staat New Mexico, en valt bestuurlijk gezien onder Eddy County.

## Demografie
Bij de volkstelling in 2000 werd het aantal inwoners vastgesteld op 10.692.
In 2006 is het aantal inwoners door het United States Census Bureau geschat op 10.597, een daling van 95 (-0,9%). In 2018 is de populatie van Artesia echter weer gestegen naar 12.298, een stijging van 1.701 (16,1%).

## Geografie
Volgens het United States Census Bureau beslaat de plaats een oppervlakte van
20,6 km², geheel bestaande uit land. Artesia ligt op ongeveer 1029 m boven zeeniveau.

## Plaatsen in de nabije omgeving
De onderstaande figuur toont nabijgelegen plaatsen in een straal van 40 km rond Artesia.

## Geboren
- Steve Jones (1958), golfer
- Alexa Havins (16 november 1980), actrice